# Bielovce
Bielovce (bis 1927 slowakisch auch „Belovce“; ungarisch Ipolybél oder Bél) ist eine Gemeinde im Westen der Slowakei mit 213 Einwohnern (Stand 31. Dezember 2024), die zum Okres Levice, einem Teil des Nitriansky kraj, gehört.

## Geographie
Die Gemeinde befindet sich im Osten des slowakischen Donautieflands im Südteil des Hügellands Ipeľská pahorkatina am rechten Ufer des Ipeľ und an der Staatsgrenze zu Ungarn. Das Ortszentrum liegt auf einer Höhe von 115 m n.m. und ist 24 Kilometer von Šahy sowie 35 Kilometer von Levice entfernt.
Nachbargemeinden sind Ipeľský Sokolec im Norden und Osten, Vámosmikola (H) im Süden, Pastovce im Südwesten und Šalov im Westen.

## Geschichte

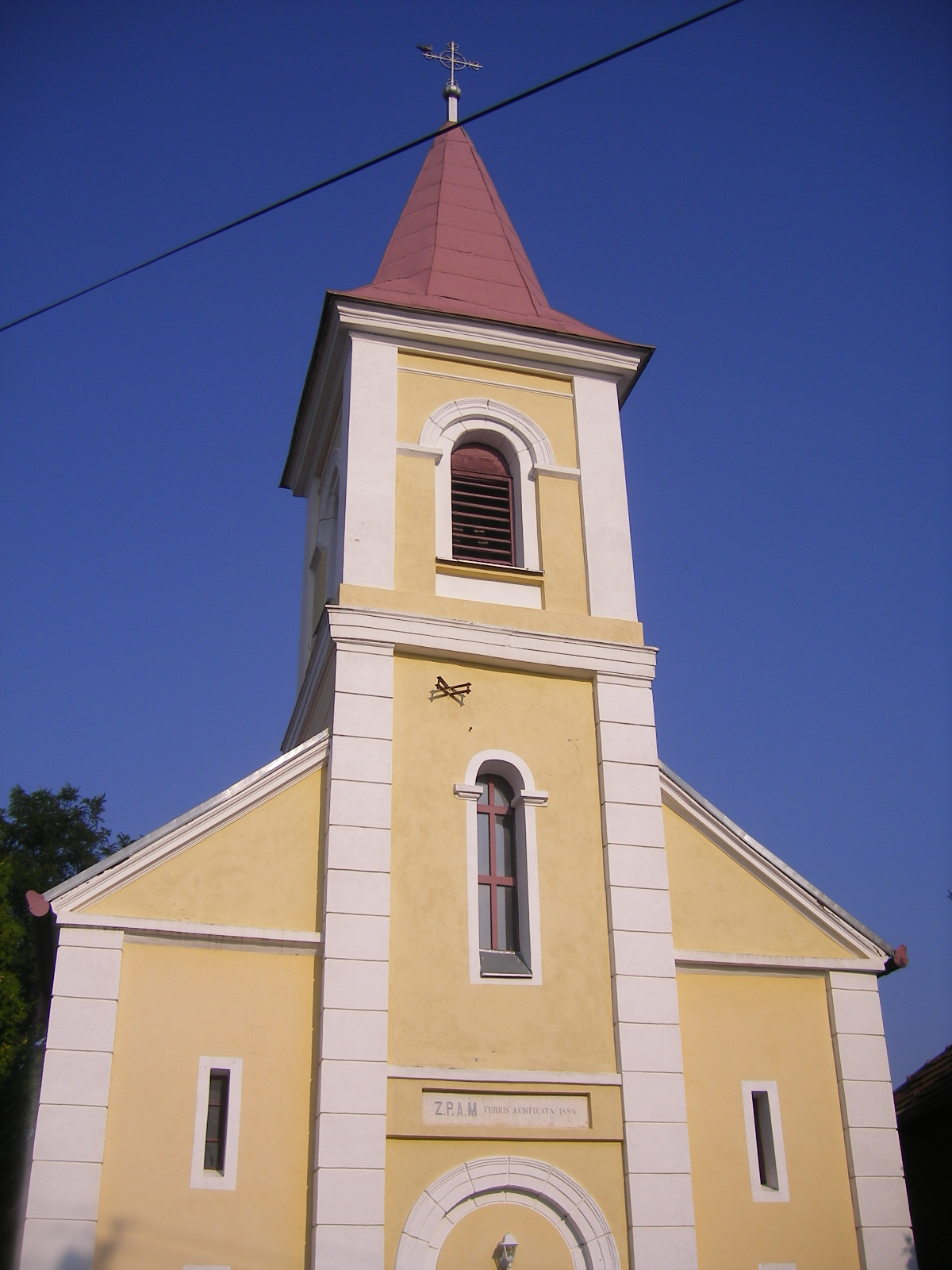
Römisch-katholische Kirche in Bielovce

Archäologischen Untersuchungen zufolge gab es Siedlungen in der Jung- und Kupfersteinzeit und später Bronze-, Hallstatt- und Latènezeit.
Bielovce wurde zum ersten Mal 1138 als Bela Patak schriftlich erwähnt, als der Ort damals den Zehnt an den Propst von Dömös entrichten musste. Im Laufe der Jahrhunderte gehörte das Dorf verschiedenen Gutsherren, wie zum Beispiel der Familie Rudnay im 17. Jahrhundert, Lipthay und Madoczány im 18. und Szentiványi, Majthény, Rakovzky und anderen im 19. Jahrhundert. 1715 gab es 15 Haushalte, 1828 zählte man 72 Häuser und 428 Einwohner, die als Landwirte und Winzer und in der weiteren Vergangenheit als Fischer beschäftigt waren.
Bis 1918 gehörte der im Komitat Hont liegende Ort zum Königreich Ungarn und kam danach zur Tschechoslowakei beziehungsweise heute Slowakei. Auf Grund des Ersten Wiener Schiedsspruchs lag er von 1938 bis 1945 noch einmal in Ungarn.

## Bevölkerung
| Jahr                | 1994 | 2004     | 2014    | 2024    |
| ------------------- | ---- | -------- | ------- | ------- |
| Anzahl der Personen | 313  | 247      | 224     | 213     |
| Unterschied         |      | −21,08 % | −9,31 % | −4,91 % |

| Jahr                | 2023 | 2024    |
| ------------------- | ---- | ------- |
| Anzahl der Personen | 211  | 213     |
| Unterschied         |      | +0,94 % |

Nach der Volkszählung 2011 wohnten in Bielovce 232 Einwohner, davon 186 Magyaren, 28 Slowaken und ein Pole. 17 Einwohner machten keine Angabe zur Ethnie.
159 Einwohner bekannten sich zur römisch-katholischen Kirche, 37 Einwohner zur reformierten Kirche, drei Einwohner zur Evangelischen Kirche A. B. sowie jeweils ein Einwohner zur altkatholischen Kirche, zur evangelisch-methodistischen Kirche und zur griechisch-katholischen Kirche. 13 Einwohner waren konfessionslos und bei 17 Einwohnern wurde die Konfession nicht ermittelt.

## Bauwerke
- reformierte (calvinistische) Kirche aus dem Jahr 1913[6]
- römisch-katholische Martinskirche aus dem Jahr 1714, der Turm wurde 1884 ergänzt[7]